# Miracle de la rose
Miracle de la rose est un roman semi-autobiographique de Jean Genet, publié pour la première fois en décembre 1946. Écrit à la prison de Fresnes, Miracle de la rose est avec Notre-Dame des Fleurs l’un des deux romans que Jean Genet a composés durant des périodes d’incarcération.

## Historique
Jean Genet évoque en alternance ses souvenirs de la colonie pénitentiaire de Mettray, où il fut emprisonné à l'âge de seize ans, et ses souvenirs de prison à la maison centrale de Fontevraud, prison que le vrai Genet n'a jamais fréquentée, l'écrivain se trouvant au centre pénitentiaire de Fresnes lors de la rédaction du livre. Il y évoque les années d’enfermement, « à l'endroit le plus beau de la plus belle Touraine ».

## Résumé
Le narrateur décrit ses plus profondes et premières amours dans l'univers mythique de la colonie pénitentiaire de Mettray. Il y est tout à la fois le fiancé mystique d'Harcamone, l'amant de l'inaccessible Bulkaen et l'époux de Divers. Il raconte les correspondances secrètes des détenus de la colonie pénitentiaire avec les prisonniers de la centrale de Fontevraud où ils vont se retrouver adultes et où Harcamone, auréolé de sa condamnation à mort, est le centre de tous les regards et le héros du « miracle de la Rose ».
Jean Genet, fantasmant autour de ce jeune criminel, décrit une scène onirique où le cœur d'Harcamone révèle une rose mystique.
« En quittant la Santé pour Fontevrault, je savais déjà qu'Harcamone y attendait son exécution. À mon arrivée, je fus donc saisi par le mystère d'un de mes anciens camarades de Mettray, qui avait su, notre aventure à nous tous, la pousser jusqu'à sa pointe la plus ténue : la mort sur l'échafaud qui est notre gloire. »
C’est un document implacable sur les bagnes d'enfants et le roman de ces adolescents violents et passionnés, condamnés à vivre enfermés dans un univers clos et féroce.

## Personnages
- Bulkaen
- Divers
- Harcamone[4]